# Доручак са ђаволом
Доручак са ђаволом је југословенски филм из 1971. године. Режирао га је Мирослав Антић, који је написао и сценарио. Припада остварењима црног таласа.

## Радња
Августа 1945. године Министарство снабдевања Демократске Федеративне Југославије је расписало први обавезни откуп житарица. Тако је почела једна нова револуција на селу.

## Улоге
| Глумац                   | Улога                  |
| ------------------------ | ---------------------- |
| Велимир Бата Живојиновић | Богољуб Бата Радулашки |
| Мира Ступица             | Олга                   |
| Мира Анђелковић          |                        |
| Илија Башић              |                        |
| Драгомир Бојанић Гидра   | Каран                  |
| Павле Вуисић             | Димитрије              |
| Владан Живковић          | Милан Аргелашев        |
| Иван Ћирковић            |                        |
| Славко Ђорђевић          |                        |
| Соња Јосић               |                        |
| Милица Кљајић            |                        |
| Раде Којадиновић         |                        |
| Ерика Марјаш-Брзић       |                        |
| Чедомир Михајловић       |                        |
| Милутин Мирковић         |                        |
| Петар Мољац              |                        |
| Драгана Петронијевић     |                        |
| Миливој Поповић Мавид    |                        |
| Павле Поповић            |                        |
| Милица Радаковић         |                        |
| Стеван Радиновић         |                        |
| Љиљана Ребезов           |                        |
| Стеван Шалајић           |                        |
| Добрила Шокица           |                        |
| Феђа Тапавички           |                        |
| Анђелија Веснић          |                        |

## Културно добро
Југословенска кинотека је, у складу са својим овлашћењима на основу Закона о културним добрима, 28. децембра 2016. године прогласила сто српских играних филмова (1911-1999) за културно добро од великог значаја. На тој листи се налази и филм "Доручак са ђаволом".